# 图拉拜·库拉托夫
图拉拜·库拉托维奇·库拉托夫，（俄语：Турабай Кулатович Кулатов，1908年5月2日—1984年2月19日），吉尔吉斯族，苏联党和国家领导人。曾任吉尔吉斯苏维埃社会主义共和国人民委员会、最高苏维埃主席团主席等职务。

## 生平
- 1908年4月19日（格里历：5月2日）出生于费尔干纳州克孜勒布拉克村的一个贫农家庭。1926年起参加工作，曾做过铁路工人，矿工。1932年加入联共（布）。
- 1934年-1936年，吉尔吉斯自治社会主义苏维埃共和国克孜勒基亚煤矿矿工工会主任。
- 1936年，克孜勒基亚煤矿矿工党校夜校学习。
- 1936年-1938年，吉共（布）克孜勒基亚煤矿党委组织部长。
- 1938年1月-7月，克孜勒基亚市苏维埃副主席；吉尔吉斯武吉利亚公司副总经理。
- 1938年7月-1945年11月，吉尔吉斯苏维埃社会主义共和国人民委员会主席。
- 1945年11月-1978年8月，吉尔吉斯苏维埃社会主义共和国最高苏维埃主席团主席。期间，1952年-1953年，苏共中央高级党校学习。
- 1978年8月起退休，享受伏龙芝市个人养老金待遇。
- 1984年2月19日于伏龙芝逝世，享年75岁。

库拉托夫是联共（布）18大，第18次代表会议，苏共19-25大代表，第18-25届中央审计委员；第1，9届苏联最高苏维埃联盟院代表，第2-8届苏联最高苏维埃民族院代表，第1-9届吉尔吉斯苏维埃社会主义共和国最高苏维埃代表。

## 荣誉
- 五次列宁勋章
- 十月革命勋章
- 四次劳动红旗勋章
- 劳动英勇奖章
- 吉尔吉斯斯坦共和国英雄称号（2019年追授）